# 985
Évszázadok: 9. század – 10. század – 11. század
Évtizedek: 930-as évek – 940-es évek – 950-es évek – 960-as évek – 970-es évek – 980-as évek – 990-es évek – 1000-es évek – 1010-es évek – 1020-as évek – 1030-as évek
Évek: 980 – 981 – 982 – 983 –  984 – 985 – 986 – 987 – 988 – 989 – 990

## Események
- augusztus – XV. János pápává választása.[1]
- az év folyamán –
  - A magyar támadások súlyos károkat okoznak a passaui püspökségnek.[2]
  - Erik Torvaldsson települést alapít Grönlandon.

## Halálozások
- július – VII. Bonifác ellenpápa[3]